# Opatovac
Opatovac es una localidad de Croacia situada en el municipio de Cernik, en el condado de Brod-Posavina. Según el censo de 2021, tiene una población de 282 habitantes.

## Demografía
| Gráfica de población de Opatovac 1857-2021                         |
|                                                                    |
| Según los censos de población de la Oficina de Estadísticas Croata |